# Kaleb Warner
Kaleb Warner (nacido el 6 de julio de 1995 en Seattle, Washington) es un jugador de baloncesto estadounidense que actualmente forma parte de la plantilla del Aris Leeuwarden de la BNXT League. Su posición es escolta.

## Trayectoria
Nacido en Seattle, Washington, es un alero formado en Mercer Island High School de su Mercer Island, Washington hasta 2014, fecha en la que ingresó en la Universidad del Pacífico, situada en Stockton, en el estado de California, donde jugaría la temporada 2014-15 con los Pacific Tigers.
En 2015 ingresa en el North Idaho College, situada en Coeur d'Alene, donde juega la temporada 2015-16.
En 2016, cambia de universidad y formaría parte de la Universidad de Rockhurst en Kansas City, Misuri, donde jugaría la temporada 2016-17 con los Rockhurst Hawks.
En la temporada siguiente ingresa en la Universidad de Monmouth, donde juega dos temporadas con los Western Oregon Wolves, desde 2017 a 2019.
Tras no ser drafteado en 2019, en la temporada 2020-21 firma por el Yoast United de la Dutch Basketball League. Al término de la temporada renovaría su contrato y volvería jugar con el Yoast United en la temporada 2021-22, la BNXT League, liga de nueva creación.
El 28 de junio de 2022, firma por el Aris Leeuwarden de la BNXT League.